# Pocisk typu Minié

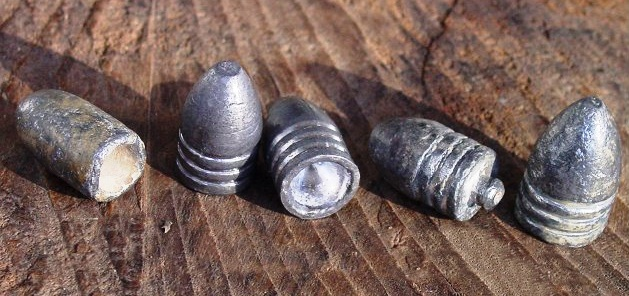
Różne typy pocisków typu Minié

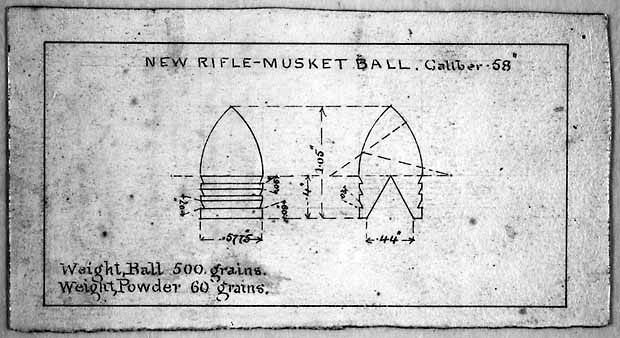
Projekt pocisku z 1855 roku

Pocisk typu Minié – rodzaj pocisku karabinowego do broni odprzodowej o lufach gwintowanych opracowany przez francuskiego wynalazcę Claude-Étienne’a Minié.
Pociski typu Minié rozpowszechniły się w efekcie wojny krymskiej (1853–1856) i wojny secesyjnej (1861–1865). Wykonane z ołowiu, miały nieco mniejszą średnicę niż docelowy kaliber broni (pociski ekspansywne), cylindryczno-stożkowaty kształt, cztery okrężne rowki (trzy w pociskach amerykańskich) i wklęsłe dno.
Pocisk Minié pozwalał na przezwyciężenie podstawowego problemu, jakim było ładowanie od wylotu lufy broni gwintowanej. Aby gwint mógł nadać pociskowi ruch obrotowy, pocisk musiał być ściśle dopasowany do przewodu lufy, co przy użyciu zwykłej kuli ołowianej wymagało czasochłonnego wbijania jej siłą w gwint przy użyciu stempla. Czynność taka była powolna i męcząca, co ograniczało zastosowanie broni gwintowanej jedynie do wyspecjalizowanych oddziałów piechoty lekkiej chroniących boki batalionów liniowych uzbrojonych w bardziej szybkostrzelną broń gładkolufową.
Pocisk Minié, dzięki mniejszej średnicy, można było załadować do broni bez wysiłku – dopiero podczas strzału ciśnienie gazów prochowych, oddziałujące na wklęsłe dno pocisku, powodowało jego rozszerzenie i wpasowanie w gwint lufy. Dzięki temu większa część energii gazów przekazywana była pociskowi, który nabierał dużej prędkości wylotowej. W połączeniu ze stabilizującym działaniem ruchu śrubowego zwiększało to nie tylko zasięg skutecznego ognia, ale i jego celność.
W czasie wojny krymskiej Brytyjczycy regularnie prowadzili celny ogień na dystansie ok. 370 m (sporadycznie nawet 700 m). Dla porównania: gładkolufowy muszkiet z początku XIX wieku pozwalał na trafienie pojedynczego człowieka z odległości ok. 50 m, a na odległość powyżej 200 m nie zalecano ostrzeliwać nawet dużych celów, takich jak szereg piechoty, wobec nikłego prawdopodobieństwa trafienia celu.
Rany postrzałowe zadane nowymi pociskami były dużo cięższe niż z broni gładkolufowej, a uporczywe trwanie dowódców przy taktyce piechoty liniowej – walczącej w szyku i bliskości wobec przeciwnika – w zestawieniu z upowszechnieniem amunicji nowego rodzaju przyczyniło się do znacznych strat, nie tylko śmiertelnych, ale także ogromnej liczby amputacji kończyn wśród żołnierzy.
Pociski typu Minié były w powszechnym użyciu podczas bitwy pod Gettysburgiem (1863), gdzie zginęło i odniosło rany blisko 51 000 żołnierzy obu stron. Z ówczesnych danych statystycznych wynika, że 94% ran żołnierzy Unii było zadanych przez kule karabinowe, podczas gdy zaledwie 5,5% było efektem ostrzału artyleryjskiego, a mniej niż 0,4% powstało w wyniku użycia przez przeciwnika broni białej (szabla, pika, bagnet).